# 행궁
행궁(行宮)은 왕이 본궁 밖으로 나아가 머무는 임시장소로서의 궁궐을 말한다. 이궁(離宮) 또는 행재소(行在所), 행궐(行闕)이라고도 했다. 행궁에는 낙생행궁, 세조가 다니던 온양행궁, 임진왜란 때 선조가 피난했던 의주행궁, 인조 때 건립한 광주행궁(남한행궁), 강화행궁, 부안행궁, 숙종 때 북한산성에 건립한 양주행궁, 정조 대 건립한 화성행궁과 전주행궁이 있었다. 명례궁이라는 별궁도 전국 각처에 있었다.

## 같이 보기
- 경주 동궁과 월지
- 낙생행궁
- 경희궁
- 남한산성 행궁
- 덕수궁
- 부안행궁
- 북한산성 행궁
- 용양봉저정
- 인경궁
- 창경궁
- 창덕궁
- 풍경궁
- 피서산장
- 화성행궁
- 조선의 궁
- 초정행궁